# Boston Marathon 1983
De Boston Marathon 1983 werd gelopen op maandag 18 april 1983. Het was de 87e editie van deze marathon.
De Amerikaan Greg Meyer kwam bij de mannen als eerste over de streep in 2:09.01. Zijn landgenote Joan Samuelson won bij de vrouwen in 2:22.43. Met deze tijd verbeterde ze niet alleen het parcoursrecord, maar ook het wereldrecord op de marathon.
In totaal finishten er 5388 deelnemers waarvan 4833 mannen en 555 vrouwen.

## Uitslagen

### Mannen
| rang   | naam                | land | tijd    |
| ------ | ------------------- | ---- | ------- |
| Goud   | Greg Meyer          | USA  | 2:09.01 |
| Zilver | Ron Tabb            | USA  | 2:09.32 |
| Brons  | Benji Durden        | USA  | 2:09.58 |
| 4      | Ed Mendoza          | USA  | 2:10.07 |
| 5      | Christopher Bunyan  | ENG  | 2:10.55 |
| 6      | David Edge          | CAN  | 2:11.04 |
| 7      | Michael Layman      | USA  | 2:11.25 |
| 8      | Dan Schlesinger     | USA  | 2:11.37 |
| 9      | Jeff Wells          | USA  | 2:11.43 |
| 10     | Bill Rodgers        | USA  | 2:11.59 |
| 11     | David Hinz          | USA  | 2:12.06 |
| 12     | John Lodwick        | USA  | 2:12.50 |
| 13     | Duncan Macdonald    | USA  | 2:12.50 |
| 14     | Budd Coates         | USA  | 2:13.03 |
| 15     | David Gordon        | USA  | 2:13.12 |
| 16     | Harold Schulz       | USA  | 2:13.38 |
| 17     | Dennis Rinde        | USA  | 2:13.49 |
| 18     | Ric Sayre           | USA  | 2:13.49 |
| 19     | Sal Vega            | USA  | 2:14.02 |
| 20     | Kevin McCarey       | USA  | 2:14.10 |
| 21     | Tom Fleming         | USA  | 2:14.15 |
| 22     | Carleton Law        | USA  | 2:14.22 |
| 23     | Dean Matthews       | USA  | 2:14.47 |
| 24     | Toshihiro Shibutani | JPN  | 2:15.13 |
| 25     | David Patterson     | USA  | 2:15.21 |

### Vrouwen
| rang   | naam                | land | tijd    |
| ------ | ------------------- | ---- | ------- |
| Goud   | Joan Samuelson      | USA  | 2:22.43 |
| Zilver | Jacqueline Gareau   | CAN  | 2:29.28 |
| Brons  | Mary Shea           | USA  | 2:33.24 |
| 4      | Karen Dunn          | USA  | 2:33.36 |
| 5      | Susan King          | USA  | 2:33.53 |
| 6      | Jane Wipf           | USA  | 2:37.19 |
| 7      | Kare Holm           | USA  | 2:37.41 |
| 8      | Melinda Ireland     | USA  | 2:39.08 |
| 9      | Maria Trujillo      | MEX  | 2:39.46 |
| 10     | Mary Burns          | USA  | 2:42.11 |
| 11     | Susan Henderson     | USA  | 2:44.13 |
| 12     | Ann Peisch          | USA  | 2:44.42 |
| 13     | Elisabeth Schuh     | VEN  | 2:45.33 |
| 14     | Beth Dillinger      | USA  | 2:46.46 |
| 15     | Winnie Lai-Chu Ng   | HKG  | 2:48.17 |
| 16     | Charlene O'brien    | USA  | 2:48.33 |
| 17     | Patty Deuster       | USA  | 2:48.36 |
| 18     | Barbara Filutze     | USA  | 2:48.46 |
| 19     | Terri Lynn Martland | USA  | 2:49.07 |
| 20     | Kathy Heckman       | USA  | 2:49.09 |
| 21     | Sally Zimmer        | USA  | 2:49.53 |
| 22     | Jane Millspaugh     | USA  | 2:50.16 |
| 24     | Ford Madeira        | USA  | 2:50.38 |
| 25     | Patricia Meade      | USA  | 2:50.56 |

1897 ·
1898 ·
1899 ·
1900 ·
1901 ·
1902 ·
1903 ·
1904 ·
1905 ·
1906 ·
1907 ·
1908 ·
1909 ·
1910 ·
1911 ·
1912 ·
1913 ·
1914 ·
1915 ·
1916 ·
1917 ·
1918 ·
1919 ·
1920 ·
1921 ·
1922 ·
1923 ·
1924 ·
1925 ·
1926 ·
1927 ·
1928 ·
1929 ·
1930 ·
1931 ·
1932 ·
1933 ·
1934 ·
1935 ·
1936 ·
1937 ·
1938 ·
1939 ·
1940 ·
1941 ·
1942 ·
1943 ·
1944 ·
1945 ·
1946 ·
1947 ·
1948 ·
1949 ·
1950 ·
1951 ·
1952 ·
1953 ·
1954 ·
1955 ·
1956 ·
1957 ·
1958 ·
1959 ·
1960 ·
1961 ·
1962 ·
1963 ·
1964 ·
1965 ·
1966 ·
1967 ·
1968 ·
1969 ·
1970 ·
1971 ·
1972 ·
1973 ·
1974 ·
1975 ·
1976 ·
1977 ·
1978 ·
1979 ·
1980 ·
1981 ·
1982 ·
1983 ·
1984 ·
1985 ·
1986 ·
1987 ·
1988 ·
1989 ·
1990 ·
1991 ·
1992 ·
1993 ·
1994 ·
1995 ·
1996 ·
1997 ·
1998 ·
1999 ·
2000 ·
2001 ·
2002 ·
2003 ·
2004 ·
2005 ·
2006 ·
2007 ·
2008 ·
2009 ·
2010 ·
2011 ·
2012 ·
2013 ·
2014 ·
2015 ·
2016 ·
2017 ·
2018 ·
2019 ·
2020 ·
2021 ·
2022